# Henri Guisan
Henri Guisan, född 21 oktober 1874, död 7 april 1960, var en schweizisk militär.
Henri Guisan var ursprungligen milisofficer, blev divisionschef 1926 och armékårschef 1932, valdes av förbundsrådet i augusti 1939 till överbefälhavare, varvid han samtidigt blev general. Guisan erhöll avsked 1945. Under andra världskriget spelade han en framträdande roll vid organisationen av den schweiziska försvarsberedskapen, varvid han bland annat tog initiativet till utbyggande av det schweiziska fästningsområde i Alperna, där armén avsåg uppta den avgörande striden mot invaderande motståndare.